# Boques del Weser
Les Boques del Weser fou un antic departament francès creat l'1 de gener de 1811 a la desembocadura del riu Weser, al nord de l'actual Alemanya i incorporat al Primer Imperi Francès de Napoleó I. La ciutat de Bremen n'era la prefectura. El departament es creà a fi de fer més efectiva la política de bloqueig continental als productes britànics, en el si de les Guerres napoleòniques.